# Wasserturm Groß Lafferde

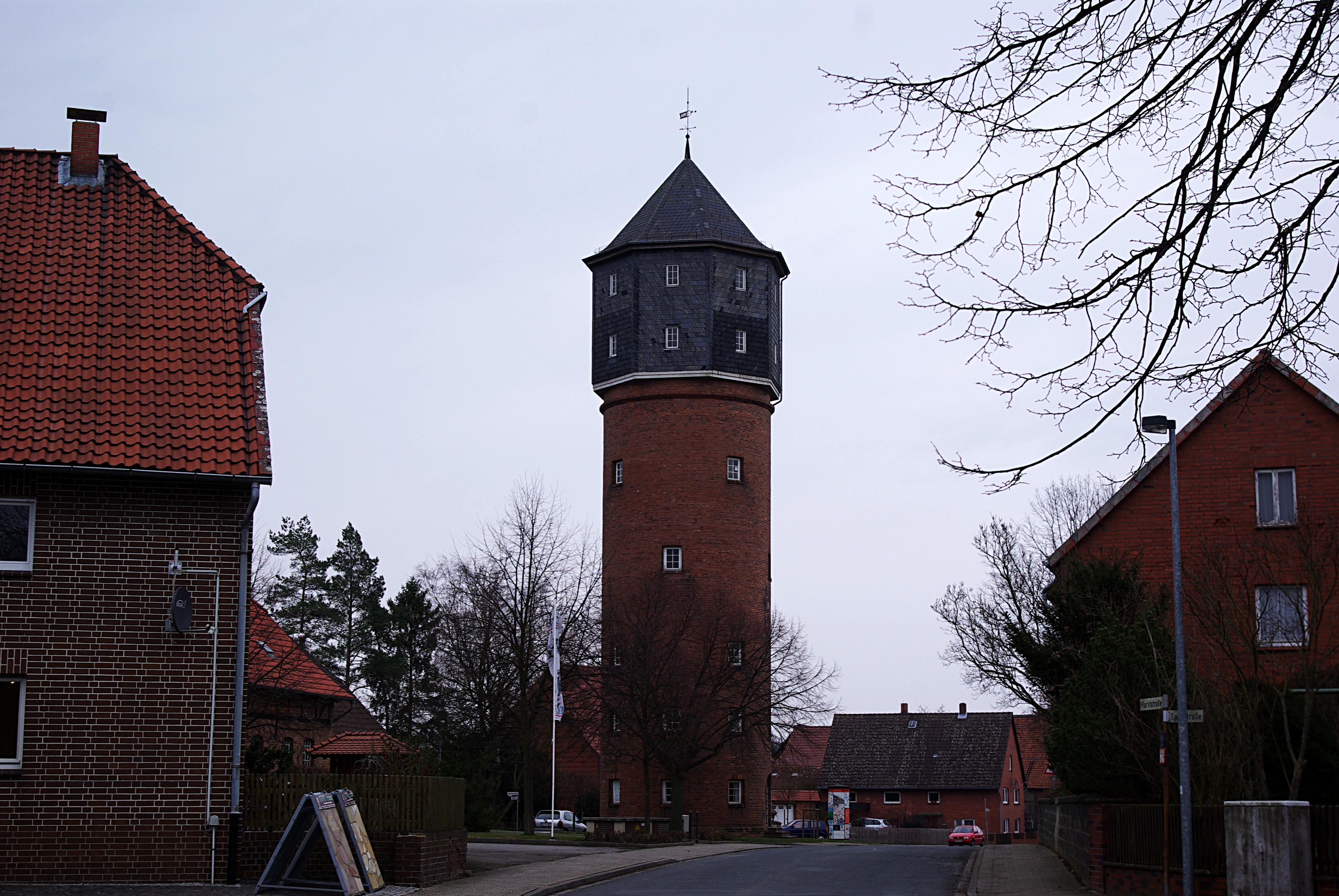
Wasserturm Groß Lafferde

Der Wasserturm Groß Lafferde ist ein Industriedenkmal der Gemeinde Ilsede (Landkreis Peine) in Niedersachsen und das Wahrzeichen der Ortschaft Groß Lafferde.

Historische Bauzeichnung

Der 30,78 Meter hohe Wasserturm steht zentral in Groß Lafferde an der Ecke Marktstraße/Klagesstraße. Sein Außendurchmesser beträgt 7,86 m. Der Wasserbehälter in der Spitze des Turms hat ein Fassungsvermögen von 150 m³.
Nach einer Bauzeit von 1911 bis 1913 wurde 1914 die Wasserversorgung aufgenommen; in Betrieb war der Wasserturm bis 1954. Der Turm, ein Geschenk des aus Groß Lafferde gebürtigen Kommerzienrates Friedrich Eduard Behrens, kostete einschließlich der gesamten Anlage 23.000 Mark.
Mit großem Spendenaufwand und tatkräftiger Mithilfe der Einwohner erfolgte durch den Heimat- und Kulturverein Groß Lafferde e. V. im Wasserturm 1995 eine Umnutzung durch die Einrichtung des Heimatmuseums. Nach der Sanierung 2021–2022 durch den Heimatverein wird im Wasserturm neu die Ausstellung Das Mysticum  – eine Ausstellung über Aberglaube, Magie und mittelalterliche Rechtsgeschichte eingerichtet.